# Saint-Maurice-près-Crocq
Saint-Maurice-près-Crocq – miejscowość i gmina we Francji, w regionie Nowa Akwitania, w departamencie Creuse.
Według danych na rok 1990 gminę zamieszkiwało 130 osób, a gęstość zaludnienia wynosiła 9 osób/km² (wśród 747 gmin Limousin Saint-Maurice-près-Crocq plasuje się na 489. miejscu pod względem liczby ludności, natomiast pod względem powierzchni na miejscu 458.).